# 牛山初男
牛山 初男（うしやま はつお、1907年 - 1983年）は、現在の長野県茅野市出身の日本語学者。教育者。専門は方言学。

## 略歴
長野県諏訪郡湖東村（現茅野市）生まれ。旧制諏訪中学（長野県諏訪清陵高等学校）から東洋大学に進み、橋本進吉、小林好日らに学ぶ。
1930年に卒業・帰郷し、西筑摩郡福島小学校(福島町)、諏訪郡永明小学校、永明高等家政女学校（現:長野県茅野高等学校）に勤務する。
教職の傍ら文法を中心に方言の分布調査を進め、1952年「語法上より見たる東西方言の境界線について」（『国語学』12輯）を発表。引き続き、『東洋大学文学論藻』などに論文を発表し、東西方言の解明に尽くした。

## 著書
- 論文集『東西方言の境界』1969年. NCID BN00508849